# Barbula ticinensis
Barbula ticinensis là một loài rêu trong họ Pottiaceae. Loài này được Kindb. mô tả khoa học đầu tiên năm 1892.